# 黄山屯渓国際空港
黄山屯渓国際空港 （中国語: 黄山屯溪国际机场、Huangshan Tunxi International Airport）は、中華人民共和国安徽省黄山市屯渓区にある空港である。

## 概要
黄山市屯渓区の中心部から北西5.5kmの場所にある。1959年10月に開港、2004年にターミナル等の改築工事が完成した。2014年、黄山屯溪机场から名称を変更した。

## 就航航空会社
| 航空会社           | 就航地                                |
| ------------------ | ------------------------------------- |
| 中国聯合航空       | 北京/南苑、仏山                       |
| 上海航空           | 上海/虹橋、成都、重慶                 |
| 中国南方航空       | 広州、深圳                            |
| 幸福航空           | 合肥、鄭州、襄陽、武漢                |
| 北京首都航空       | 廈門、西安                            |
| 北部湾航空         | 南寧、済南                            |
| グレーターベイ航空 | 香港                                  |
| ジンエアー         | ソウル/仁川(2025年9月7日より就航予定) |

2025年7月現在